# Costalima myrmicola
Costalima myrmicola är en tvåvingeart som beskrevs av Curtis W. Sabrosky 1953. Costalima myrmicola ingår i släktet Costalima och familjen sprickflugor. Inga underarter finns listade i Catalogue of Life.